# Jean III de Namur
Jean III de Namur, mort le 1er mars 1429, est marquis de Namur de 1418 à 1429. Il est le fils de Guillaume Ier, marquis de Namur, et de Catherine de Savoie.
À la mort de son père, en 1391, il hérite des terres de Wynendaele et de Renaix, tandis que son frère aîné, Guillaume II, devint comte de Namur. Ce dernier meurt sans enfants en 1418. Son luxe et ses dépenses mécontentent ses sujets, en raison des impôts. 
Au début du XVe siècle, l'église Sainte-Catherine ainsi qu'un grand nombre de maisons de Couillet sont brûlés par le comte Jean III de Namur en lutte avec la Principauté de Liège. 
En 1421, criblé de dettes, il vend le comté de Namur en viager à Philippe le Bon, duc de Bourgogne.

## Mariage et enfant
Il épouse Jeanne d'Abcoude (née vers 1376), fille de Sweder d'Abcoude, le 8 mai 1388.
De sa cousine Cécile de Savoie, il eut un fils illégitime, Philippe de Namur († 1449), seigneur de Dhuy, auteur d'une branche bâtarde; Catherine de Namur († 1461); Jean bâtard de Namur, seigneur de Trivières.